# Duttpenna

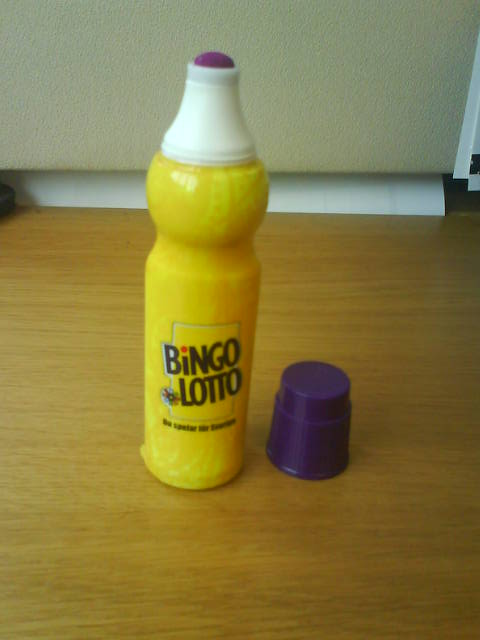
Duttpenna.

Duttpenna är ett familjärt namn på en typ av tjockspetsad filtpenna, företrädesvis använd vid bingospel. Den utmärks av att filtspetsen är så stor att man endast behöver trycka spetsen mot den avsedda bingosiffran. Att skriva med en duttpenna låter sig i princip inte göras.
Pennan introducerades i början av 1990-talet, och fick en snabb spridning genom TV-programmet Bingolotto.